# Maghreb Fez
Maghreb Association Sportive de Fès (MAS Fès) (arab. المغرب الفاسي) – marokański klub piłkarski, grający obecnie w pierwszej lidze, mający siedzibę w mieście Fez, położonym w północno-centralnej części kraju.

## Historia
Klub został założony w 1946 roku. W 1954 roku jako pierwszy marokański klub dotarł do 1/16 finału Pucharu Francji, gdzie spotkał się z Red Star Paryż i odpadł. W 1965 roku wywalczył swój pierwszy tytuł mistrza Maroka, a w 1980 roku zdobył po raz pierwszy Puchar Maroka. W sezonie 2005/2006 występował w rozgrywkach drugiej lidze.

## Sukcesy
- 1. liga
  - mistrzostwo : 1965, 1979, 1983, 1985
  - wicemistrzostwo : 1961, 1989
- Puchar Maroka
  - zwycięstwo : 1980, 1988
  - finał : 1966, 1971, 1974, 1993, 2001, 2002
- Puchar Mistrzów
  - ćwierćfinał : 1984
- 2. liga
  - mistrzostwo : 1997, 2006